# Креслин
Креслин (њем. Kröslin) општина је у њемачкој савезној држави Мекленбург-Западна Померанија. Једно је од 89 општинских средишта округа Остфорпомерн. Према процјени из 2010. у општини је живјело 1.887 становника. Посједује регионалну шифру (AGS) 13059046.

## Географски и демографски подаци
Креслин се налази у савезној држави Мекленбург-Западна Померанија у округу Остфорпомерн. Општина се налази на надморској висини од 2 метра. Површина општине износи 22,4 km². У самом мјесту је, према процјени из 2010. године, живјело 1.887 становника. Просјечна густина становништва износи 84 становника/km².